# Abdeljalil Jbira
Abdeljalil Jbira (Marrakech, 1 september 1990) is een Marokkaans betaald voetballer die bij voorkeur in de verdediging speelt als vleugelverdediger. Hij tekende in augustus 2014 een contract bij Raja Casablanca. Jbira debuteerde in 2013 in het lokaal Marokkaans voetbalelftal.

## Biografie
De eerste echte profclub waar hij aan de slag ging was Kawkab Marrakech. Hier begon de linksback zijn profcarrière in 2010.  In 2013 kreeg Jbira een oproep van destijds bondscoach Rachid Taoussi voor een vriendschappelijke wedstrijd met het lokale team van Marokko, in deze wedstrijd speelde hij slechts één helft.
In 2014 waren de interesses groot voor deze jonge speler. Vele clubs deden er alles aan om de vleugelverdediger in te lijven, maar later bleek Raja Casablanca de beste papieren te hebben, en hij tekende daar een contract. Jbira werd een van de duurste spelers in de Marokkaanse competitie in 2014.
Hij speelde zijn eerste wedstrijd met het nationale team van Marokko op 7 september 2014, tijdens een vriendschappelijke wedstrijd tegen het Libisch voetbalelftal.

## Erelijst
| Competitie      | Winnaar         | Winnaar         |
| Competitie      | Aantal          | Jaren           |
| Raja Casablanca | Raja Casablanca | Raja Casablanca |
| --------------- | --------------- | --------------- |
| Coupe du Trône  | 1x              | 2017            |

1 Zniti  ·
2 Douik ·
4 Gael Ngah ·
5 Moutouali ·
6 Ngoma ·
7 Islah ·
8 Al-Warfali ·
10 Benhalib ·
11 Jabroun ·
12 El Haddaoui ·
13 Benoun ·
15 Haddad ·
17 Ahadad ·
18 Hafidi ·
19 Malango ·
20 Jbira ·
21 Rahimi ·
22 Bouamira ·
25 Boutayeb ·
30 Nanah ·
55 Achchakir ·
96 Arjoune ·
98 El Wardi ·
Coach: vacant
· Assistent-coach: Safri